# Oligosoma pikitanga
Oligosoma pikitanga là một loài thằn lằn trong họ Scincidae. Loài này được Bell & Patterson mô tả khoa học đầu tiên năm 2008.